# 岡山県立笠岡高等学校
岡山県立笠岡高等学校（おかやまけんりつ かさおかこうとうがっこう、英: Okayama Prefectural Kasaoka High School）は、岡山県笠岡市笠岡にある公立の高等学校。

## 概要
前身の笠岡女学校時代から千鳥をシンボルとし、校章にも描かれている千鳥にちなみ、また千鳥ヶ丘と呼ばれる高台に建つ学校として、地元では「千鳥」の通称で呼ばれることもある。笠岡には笠岡高校・笠岡商業高校・笠岡工業高校があり、地元住民は笠岡商業高校のことを通称「笠商（もしくは商業）」と呼ぶが、笠岡高校と笠岡工業高校は「笠高・笠工」どちらも同じ発音になるため、笠岡高校は「千鳥」（アクセントはちどり)、笠岡工業高校が「笠工（あるいは単に〝コーギョー〟）」と呼ばれている。
また、お笑いコンビ「千鳥」の名の由来でもある（ただし二人の出身校は笠岡商業高校）。
校舎の側の道は「大久保通り」、その道から正門までの坂は「千鳥坂」と呼ばれている。

## 設置学科
- 普通科（2年次から下記の3コースに分かれる）
  - 人文総合コース
  - 理数総合コース
  - 探究先進コース

## アクセス

### 最寄りの鉄道駅
JR山陽本線笠岡駅 徒歩15～20分

### 最寄りのバス停
井笠バスカンパニー　「笠高入口」・「くじば」から徒歩5分

## 沿革
- 1902年（明治35年） 笠岡町立笠岡女学校として開校
- 1913年（大正2年）笠岡町立実科高等女学校となる
- 1917年（大正6年）笠岡町立高等女学校となる
- 1918年（大正7年）現在地に移転
- 1919年（大正8年）岡山県笠岡高等女学校と改称
- 1928年（昭和3年） 岡山県に移管
- 1948年（昭和23年） 岡山県立笠岡第二高等学校となる
- 1949年（昭和24年） 岡山県立笠岡高等学校千鳥校舎となる
- 1953年（昭和28年） 独立して岡山県立笠岡高等学校となる
- 1954年（昭和29年)  現校歌制定[1]
- 1961年（昭和36年）運動場完成[1]
- 1970年（昭和45年）体育館完成[1]
- 1972年（昭和47年）校舎落成記念式典挙行[1]
- 1978年（昭和53年）武道場竣工[1]
- 1994年（平成6年）家政科閉科[1]
- 1999年（平成11年）普通科・国際科学コース　２クラス設置[1]
- 2001年（平成13年）新千鳥会館（同窓会館）竣工[1]
- 2003年（平成15年）普通科・国際科学コース　2クラス募集停止[1]

## 著名な卒業生
- 小林嘉文 - 元笠岡市長
- 栗尾典子 - 笠岡市長
- 古山泰生 - 元岡山県議会議長
- 渡邊一洋 - 元気象庁次長
- 吉岡平 - 小説家
- 宮原雄一 - 実業家
- 滝雅也 - 俳優、声優

## 参照
1. 1 2 3 4 5 6 7 8 9  笠岡高校 学校概要・沿革